# Tancarville
|  | Per a altres significats, vegeu «Comtat de Tancarville». |

Tancarville és un municipi francès situat al departament del Sena Marítim i a la regió de Normandia. L'any 2007 tenia 1.264 habitants.

## Demografia

### Població
El 2007 la població de fet de Tancarville era de 1.264 persones. Hi havia 438 famílies de les quals 74 eren unipersonals (25 homes vivint sols i 49 dones vivint soles), 139 parelles sense fills, 221 parelles amb fills i 4 famílies monoparentals amb fills.
La població ha evolucionat segons el següent gràfic:
Habitants censats

### Habitatges

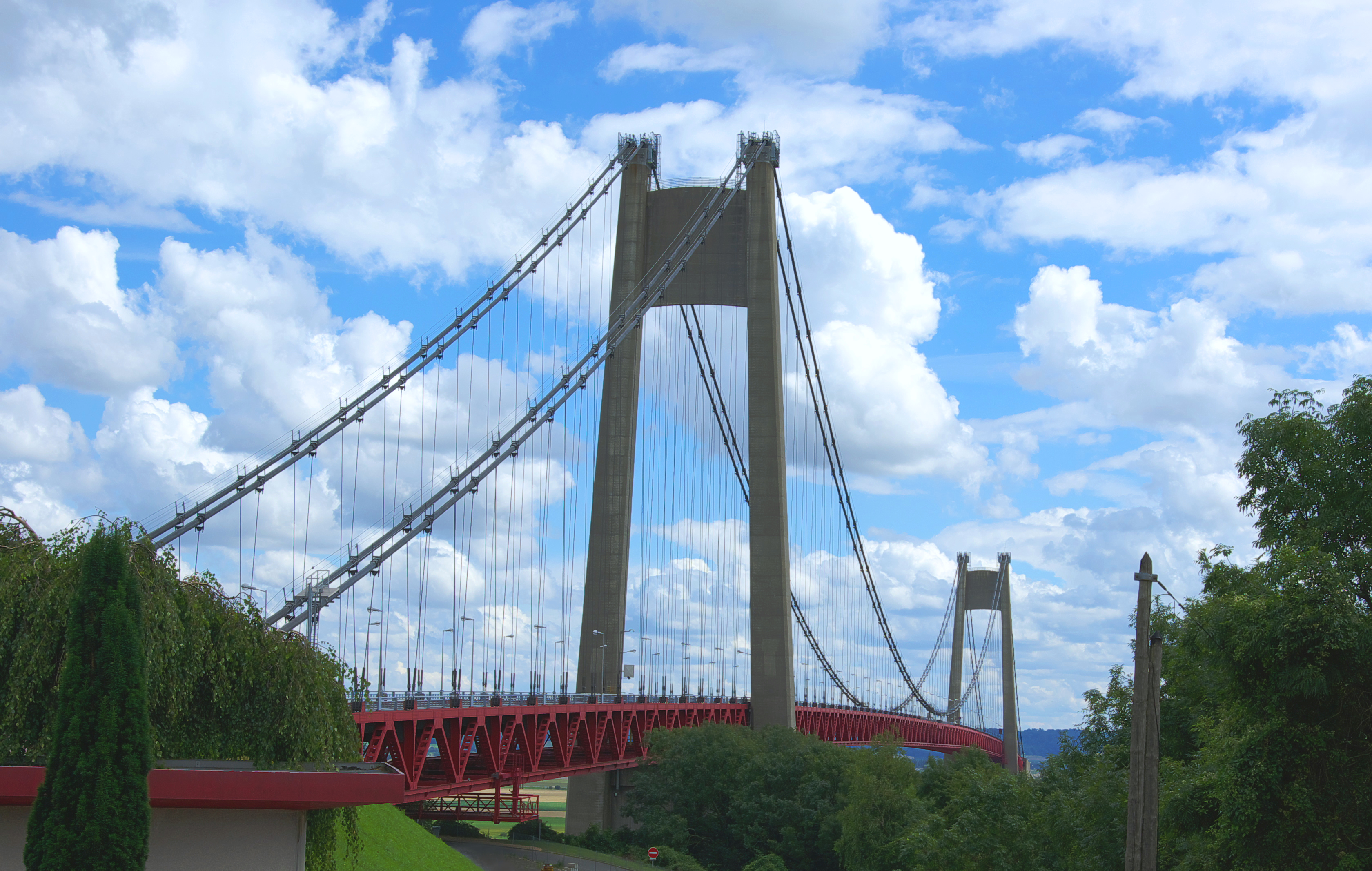
Pont tancarville

El 2007 hi havia 462 habitatges, 447 eren l'habitatge principal de la família, 7 eren segones residències i 7 estaven desocupats. 410 eren cases i 51 eren apartaments. Dels 447 habitatges principals, 328 estaven ocupats pels seus propietaris, 111 estaven llogats i ocupats pels llogaters i 8 estaven cedits a títol gratuït; 7 tenien dues cambres, 68 en tenien tres, 154 en tenien quatre i 218 en tenien cinc o més. 329 habitatges disposaven pel capbaix d'una plaça de pàrquing. A 166 habitatges hi havia un automòbil i a 240 n'hi havia dos o més.

### Piràmide de població
La piràmide de població per edats i sexe el 2009 era:
| Homes | Edats   | Dones |
| ----- | ------- | ----- |
| 0     | 95 o +  | 0     |
| 0     | 90 a 94 | 4     |
| 0     | 85 a 89 | 0     |
| 8     | 80 a 84 | 12    |
| 12    | 75 a 79 | 28    |
| 12    | 70 a 74 | 12    |
| 8     | 65 a 69 | 8     |
| 20    | 60 a 64 | 20    |
| 24    | 55 a 59 | 20    |
| 56    | 50 a 54 | 64    |
| 60    | 45 a 49 | 56    |
| 48    | 40 a 44 | 44    |
| 40    | 35 a 39 | 48    |
| 44    | 30 a 34 | 44    |
| 40    | 25 a 29 | 40    |
| 36    | 20 a 24 | 44    |
| 56    | 15 a 19 | 56    |
| 60    | 10 a 14 | 52    |
| 44    | 5 a 9   | 24    |
| 36    | 0 a 4   | 36    |

## Economia
El 2007 la població en edat de treballar era de 842 persones, 613 eren actives i 229 eren inactives. De les 613 persones actives 546 estaven ocupades (309 homes i 237 dones) i 68 estaven aturades (29 homes i 39 dones). De les 229 persones inactives 73 estaven jubilades, 69 estaven estudiant i 87 estaven classificades com a «altres inactius».

### Ingressos
El 2009 a Tancarville hi havia 469 unitats fiscals que integraven 1.362,5 persones, la mediana anual d'ingressos fiscals per persona era de 18.950 €.

### Activitats econòmiques
Dels 32 establiments que hi havia el 2007, una era empresa alimentària, 3 d'empreses de fabricació d'altres productes industrials, 3 d'empreses de construcció, 10 d'empreses de comerç i reparació d'automòbils, 1 d'una empresa de transport, 4 d'empreses d'hostatgeria i restauració, 2 d'empreses immobiliàries, 6 d'empreses de serveis, 1 d'una entitat de l'administració pública i 1 d'una empresa classificada com a «altres activitats de serveis».
Dels 12 establiments de servei als particulars que hi havia el 2009, 3 eren tallers de reparació d'automòbils i de material agrícola, 2 paletes, 1 lampisteria, 1 perruqueria, 2 agències de treball temporal i 3 restaurants.
Dels 3 establiments comercials que hi havia el 2009, 1 era una botiga de més de 120 m², 1 una botiga de menys de 120 m² i 1 una fleca.
L'any 2000 a Tancarville hi havia 5 explotacions agrícoles.

## Equipaments sanitaris i escolars
L'únic equipament sanitari que hi havia el 2009 era una farmàcia. El 2009 hi havia 1 escola maternal i 2 escoles elementals.

## Poblacions properes
El següent diagrama mostra les poblacions més properes.